# مونتيغريدولفو
مونتيغريدولفو (بالإيطالية: Montegridolfo)‏ هي بلدية في مقاطعة ريميني في إقليم إميليا رومانيا في إيطاليا. 

## السكان
في سنة 1861 بلغ عدد السكان 926 نسمة، وتطور العدد ليصل في سنة 2011 لـ 1٬029 نسمة.
يظهر هذا المخطط البياني تطور النمو السكاني لـ مونتيغريدولفو